# Pulchre, bene, recte
 Pulchre, bene, recte  лат. (изговор:пулхре бене, ректе). Лепо, добро, право. (Хорације) 

## Поријекло изрека
Изрекао Римски лирски пјесник Хорације у делу Арс поетика (лат. Ars poetica), у посљедњем вијеку старе ере.“

## Тумачење
Изрека се односи на благонаклоног, благоглагољивог критичара, коме не треба повјеровати, јер претјерује похвалама.